# Waldhers
Waldhers ist eine Ortschaft und eine Katastralgemeinde der Marktgemeinde Waldkirchen an der Thaya im Bezirk Waidhofen an der Thaya im niederösterreichischen Waldviertel.

## Geografie
Östlich von Waldkirchen gelegen, wird das Dorf von der Landesstraße L52 durchquert. Am 1. April 2020 umfasste die Ortschaft 47 Adressen.

## Geschichte
Im Jahr 1822 wurde der Ort als Dorf mit 38 Häusern genannt, das nach Waldkirchen eingepfarrt war, wohin auch die Kinder eingeschult wurden. Die Herrschaft Drosendorf besaß die Ortsobrigkeit, übte die Landgerichtsbarkeit aus und hatte die Grundherrschaft inne. Die Konskription wurde von der Herrschaft Gilgenberg besorgt. Laut Adressbuch von Österreich waren im Jahr 1938 in der Ortsgemeinde Waldhers ein Binder, ein Gastwirte ein Schmied und zahlreiche Landwirte ansässig.